# Julia Roy

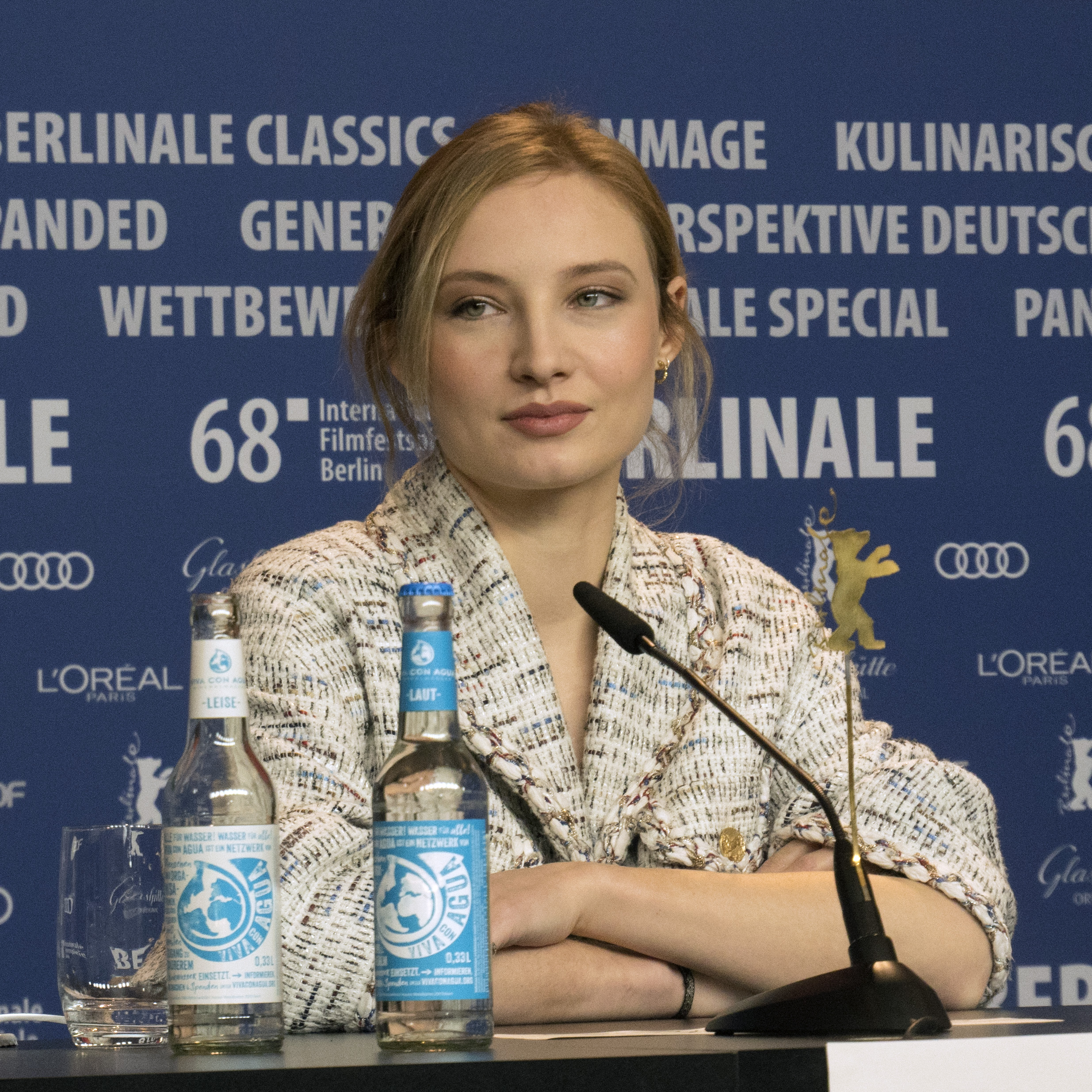
Julia Roy (2018)

Julia Roy (* 12. Dezember 1989 in Paris) ist eine österreichisch-französische Filmschauspielerin.

## Leben
Julia Roy wurde 1989 in Paris als Tochter eines Franzosen und einer Österreicherin geboren.
Der Film À jamais, in dem Roy eine Hauptrolle übernommen hatte, wurde im September 2016 bei den Internationalen Filmfestspielen von Venedig vorgestellt.

## Filmografie (Auswahl)
- 2014: Arrête ou je continue
- 2016: À jamais
- 2016: La toile inconnue (Kurzfilm)
- 2018: Eva
- 2019: Glück gehabt
- 2023: SOKO Donau/SOKO Wien – Nahaufnahme (Fernsehserie)